# Bulbophyllum werneri
Bulbophyllum werneri är en orkidéart som beskrevs av Rudolf Schlechter. Bulbophyllum werneri ingår i släktet Bulbophyllum och familjen orkidéer. Inga underarter finns listade i Catalogue of Life.